# Arzu Toker
Arzu Toker (* 1952 in Halfeti, Türkei) ist eine deutsche  Schriftstellerin, Journalistin, Publizistin und Erzählerin.

## Leben
In der Türkei arbeitete Arzu Toker zunächst als Näherin. 1974 wanderte sie allein nach Deutschland aus.
Heute arbeitet sie für Printmedien und den Hörfunk. Sie gilt als Expertin zu Themen, die die islamische und die westliche Welt betreffen. Zwölf Jahre, von 1985 bis 1997, war sie als Ausländervertreterin Mitglied des Rundfunkrates des WDR.
1997 erhielt Toker zusammen mit Niki Eideneier für die Herausgabe des „griechisch-deutsch-türkischen Lesebuchs“ Kalimerhaba (1992) den Abdi-İpekçi-Preis für Frieden und Freundschaft.
Als Erzählerin weniger bekannt, trat sie doch auch in größerem Rahmen wie beim 5. Diyalog TheaterFest mit Der Euphrat fließt in die Spree (2000) immer wieder mit Lesungen auf. Arzu Toker hat verschiedene Theaterprojekte initiiert und geleitet. 2007 entwickelte sie an mehreren Schulen gemeinsam mit Jugendlichen ein Theaterstück. Mit Jugendlichen in der Psychiatrie (Westfälische Klinik Marsberg) führte sie 2007 einen Workshop „Kreatives Schreiben und Improvisationstheater“ durch.
Toker war im Januar 2007 Gründungsmitglied des Vereins Zentralrat der Ex-Muslime. Bei den Vorstandswahlen kandidierte Mina Ahadi als Vorsitzende und Arzu Toker als Stellvertreterin. In dieser Funktion wurde sie in den Medien bekannt. Im September 2007 hat sie dieses Amt niedergelegt und trat aus dem Verein aus, was sie damit begründete, dass der Zentralrat eines seiner zentralen Ziele bereits erreicht habe, nämlich der Öffentlichkeit und den staatlichen Instanzen bewusst zu machen, dass die islamischen Organisationen in Deutschland keineswegs alle Menschen aus sog. „muslimischen Herkunftsländern“ vertreten können. Da sie in der Migrationspolitik jedoch stets gefordert habe, dass sich Migranten nicht separieren, sondern in die einheimischen Organisationen integrieren sollten, wolle sie nun ihre Aufklärungsarbeit im Rahmen der Giordano-Bruno-Stiftung und als Mitglied des Internationalen Bundes der Konfessionslosen und Atheisten fortsetzen.

## Werke

### Belletristik
- „Kein Schritt zurück“, Alibri, Aschaffenburg 2014[4]
- „Frauen sind eure Äcker“, von Ilhan Arsel und Arzu Toker, Alibri (Mai 2012)[5]

- Diverse Interpreten: Live-Mitschnitt einer Erzählnacht auf Schloss Burg im Bergischen Land, Mai 1999; WDR / Villa Ohl / Akademie Remscheid 1999
- „Samt und Seide“, in: Niki Eideneier (Hrsg.): … die Visionen deiner Liebeslust – Liebe und Erotik in der Fremde, Romiosini – Verlag, Köln, 1995[6]
- Kalimerhaba: griechisch-deutsch-türkisches Lesebuch (mit Niki Eideneier); Köln 1992[7]

### Journalistisch
- Rassismus und Südberichterstattung: Kriterien für Medienkritik und Berichterstattung / Media Watch, Heinrich-Böll-Stiftung e. V., Dritte-Welt-Journalisten-Netz e. V. Koordinationsausschuss, Köln 1994
- Simone Derix – Dokumentation und Auswertung der Berichterstattung in Printmedien über die 4. Weltfrauenkonferenz in Beijing vom 4. bis zum 15. September 1995 (mit Verfasserin); Köln 1995
- Ilhan Arsel – Juden und Christen im Koran (auch Übersetzung), Norderstedt 2006
- „Tschardak“ in: Kölner Symphonie, Autoren in Athen, Romiosini Verlag, Athen, 1993
- „Es gilt das gehaltene Wort, Grußworte an den verstorbenen Schriftsteller Heinrich Böll“, Demokratie in Gefahr? Hrsg. Rainer Schneider-Wilkes, Westfälischer Dampfbootverlag, 1995
- „In der Fremde sind wir noch abhängiger vom Mann“, Stuttgarter Zeitung, 1981
- „Zwischen staatlicher und alltäglicher Diskriminierung“, in: Türken Raus ?, Rolf Meinhardt (Hrsg.) Rowohlt, 1984
- „Ausländische Frauen“, Blätter der Wohlfahrtspflege, 1991
- „Usbekistan-Die Wahrheit hat viele Gesichter“in: VHS, Zeitschrift des Deutschen Volkshochschul-Verbandes, 1992
- „Die Deutschen haben den Nationalismus nicht gepachtet“, „Amerika noch einmal entdecken?“ Wir aktuell, Köln. Informationsblatt des Forums für besseres Verständnis zwischen Deutschen und Ausländern, 1992
- „Liebe Freundinnen des Kopftuchs“, Emma Juli/August 93
- „Eurozentristisches Feindbild oder Kritik am Islam?“ Sozialwissenschaftliche Forschung u. Praxis für Frauen ev (Hrsg.): BEITRÄGE zur feministischen Theorie u. Praxis, 1993
- „Ausländer in den Medien-Perspektiven, Kritik und Ausblick“, Ausländer und Medien, Dokumentation der Bremischen Landesmedienanstalt, 1993
- „Der ethnozentrische Blick“ In: Beate Winkler (Hrsg.): Was heißt denn hier fremd?. Humboldt Verlag, 1994
- „Die Selbstverständlichkeit des Seins“, Agenda, Zeitschrift für Medien, Bildung, Kultur, 1995
- „Krieg per Fernseher“, Stadtrevue Köln, 1995
- „Italienische Sexbomben, türkische Kopftuchfrauen und andere Exotinnen: Migrantinnen im deutschen Fernsehen“ in: Verwaschen und verschwommen, Bärbel Röben/C.Wilß (Hrsg.) Brandes u. Apsel Verlag, 1996
- „Die Ehre ist verbrannt“, Kommentar zum Brandanschlag in Krefeld, TAZ, 1997
- Weitere Artikel in: Ost/West Wochenzeitung, der Freitag und TAZ („Hundert Jahre Schweigen“ „Die Morde von Sivas“ „Wir haben keine Nation“ „Mohammeds Rache“)[8]
- „Zehn Gründe, aus dem Islam auszutreten“ (2007)[9]

### Hörfunk
- Politische Morde in der Türkei, am Beispiel von Ugur Mumcu, Journalist. Recherche für ARTE, Themenabend und Moderation des Abends
- Deutschland aber wusste nichts von seinem Glück. Feature, Westdeutscher Rundfunk (SWR), Redaktion: Nadja Odeh, Sendedatum: 2. Dezember 2004, 10.05 Uhr, 23’56’

### Vorträge
- „Der Prophet und die Frau im Koran“, Ev. Kirche/AWO Lippstadt, 2004
- „Die Zukunft in meinen Händen“, Remember for the Future, Konferenz in Berlin, 1991
- „Erzähl mir wie dein Land Einwanderer behandelt und ich sage Dir, welches Land es ist“, Tagung Wir Forum in Zusammenarbeit mit dem Landesinstitut für Schule u. Weiterbildung, Soest, 1992
- „Fremde Heimat-Heimat in der Fremde“, Volkshochschule Leverkusen, 1994
- „Vergangenheits-‚Bewältigung‘ in der deutschen Sprache“, International Society for the Comparative Study of Civilizations, Veranstaltung der Universität Minnesota, USA in Dublin, 1994
- „Reinland oder raus?“, Streitgespräch in der Mayerschen, 1995
- „Die Zukunft gehört der Migration!“, Angelockt vom Geruch der Freiheit, Delmenhorster Sonntagsmatinee im Rathaus, 1995
- „Entführung in den Serail. Weiblicher Alltag im Islam zwischen Legende u. Wirklichkeit“, Talkshow mit Musik, Film, Literatur, im Rahmen der Ausstellung „Im Lichte des Halbmonds“, Kunst u. Ausstellungshalle der Bundesrepublik Deutschland, 1996
- „Tropisches Deutschland“, Stadtbücherei Stuttgart, 1996
- „Minderheiten in den Medien“, Kreuzberg Museum, 1997
- „Nationalismus und die Migration“, 1998, Basel
- „Fürchte Dich vor dem der ein einziges Buch liest“, FDP Berlin, Thema Europa und Islam, 1999
- „Die Identität der Deutschen und Einwanderer im Spiegelbild der Migration“, Berkeley University, San Francisco, 1999
- „Minderheiten in Deutschland, Recht und Identität“, Stanford University, 1999
- „Migration als Befreiung“, Gustav Stresemann Institut, 1999

## Auszeichnung
- Abdi Ipekçi-Preis für Frieden und Freundschaft 1997